# The Jordanaires
The Jordanaires fue un cuarteto vocal estadounidense que inicialmente se formó como un grupo de góspel en 1948. Son conocidos por hacer los coros o voces de fondo para Elvis Presley, en apariciones en vivo y grabaciones de 1956 a 1972. El grupo también ha trabajado en el estudio de grabación, en el escenario, y en la televisión con muchos otros country y artistas de rock and roll.

## Trayectoria
La alineación consistente en Gordon Stoker, primer tenor y mánager, Neal Matthews, segundo tenor y voz principal, Hoyt Hawkins, barítono y Ray Walker, bajo, sería la formación más estable del grupo, desempeñándose durante los años sesenta y setenta. En enero de 1978, el grupo interpretó un popurrí de canciones de Presley en el especial de televisión de la NBC "Nashville Remembers Elvis" en el cumpleaños de este.
El grupo cambió de nuevo en 1982, a la muerte de Hoyt Hawkins. Su reemplazo fue Duane West, integrante anterior del grupo de reserva de Sonny James, los Southern Gentlemen. En 1990, el grupo hizo coros de fondo para el excompañero de etiqueta de Presley en Sun Records, Johnny Cash en su álbum para Mercury Records "Boom Chicka Boom". El grupo también ha grabado con Vikingarna.
La alineación se mantuvo constante durante el resto de la década, con West dejando el grupo debido su enfermedad en 1999 (murió el 23 de junio de 2002). Su reemplazo fue Louis Nunley, exintegrante de Anita Kerr Singers.
Neal Matthews murió el 21 de abril de 2000. Fue reemplazado por el nuevo solista Curtis Young.
En 2004 fueron incluidos en el Salón de la Fama de los Grupos Vocales.
El 31 de mayo de 2008,Hugh Jarrett murió a los 78 años de lesiones sufridas en un accidente de automóvil en marzo.
Gordon Stoker murió a los 88 años en su casa de Brentwood, Tennessee, el 27 de marzo de 2013, después de una larga enfermedad. Su hijo Alan confirmó que los Jordanaires fueron formalmente disueltos, según los deseos de su padre.

## Miembros
| Tenor primero - Bill Matthews (1948–51) - Gordon Stoker (1951–52, 1953–2013) - Don Bruce (1952–53) Tenor segundo - Bob Hubbard (1948–52) - Gordon Stoker (1952–53) - Neal Matthews (1953–2000) - Curtis Young (2000–2013) | Barítono - Monty Matthews (1948–52) - Hoyt Hawkins (1952–82) - Duane West (1982–99) - Louis Nunley (1999–2012) Bajo - Culley Holt (1948–54) - Hugh Jarrett (1954–58) - Ray Walker (1958–2013) | Pianista - Bob Money (1948–49; 1952) - Gordon Stoker (1949–51) |